# Мурвица (Бол)
Мурвица је насељено место у саставу општине Бол, на острву Брачу, Сплитско-далматинска жупанија, Република Хрватска.

## Историја
До територијалне реорганизације у Хрватској налазила се у саставу старе општине Брач.

## Становништво
На попису становништва 2011. године, Мурвица је имала 21 становника.
| Број становника по пописима | Број становника по пописима | Број становника по пописима | Број становника по пописима | Број становника по пописима | Број становника по пописима | Број становника по пописима | Број становника по пописима | Број становника по пописима | Број становника по пописима | Број становника по пописима | Број становника по пописима | Број становника по пописима | Број становника по пописима | Број становника по пописима | Број становника по пописима |
| --------------------------- | --------------------------- | --------------------------- | --------------------------- | --------------------------- | --------------------------- | --------------------------- | --------------------------- | --------------------------- | --------------------------- | --------------------------- | --------------------------- | --------------------------- | --------------------------- | --------------------------- | --------------------------- |
| 1857                        | 1869                        | 1880                        | 1890                        | 1900                        | 1910                        | 1921                        | 1931                        | 1948                        | 1953                        | 1961                        | 1971                        | 1981                        | 1991                        | 2001                        | 2011                        |
| 0                           | 0                           | 149                         | 165                         | 194                         | 207                         | 0                           | 141                         | 109                         | 117                         | 115                         | 80                          | 37                          | 29                          | 14                          | 21                          |

Напомена: У 1857, 1869. и 1921. подаци су садржани у насељу Нережишћа (општина Нережишћа).

### Попис1991.
На попису становништва 1991. године, насељено место Мурвица је имало 29 становника, следећег националног састава:
| Попис 1991.‍  | Попис 1991.‍  | Попис 1991.‍ | Попис 1991.‍ | Попис 1991.‍ |
| ------------ | ------------ | ----------- | ----------- | ----------- |
|              |              |             |             |             |
| Хрвати       | Хрвати       |             | 25          | 86,20%      |
| неопредељени | неопредељени |             | 1           | 3,44%       |
| непознато    | непознато    |             | 3           | 10,34%      |
| укупно: 29   |              |             |             |             |